# Child Rights Information Network
Het Child Rights Information Network (CRIN) is een internationale koepelorganisatie die zich inzet voor kinderrechten en het Verdrag inzake de rechten van het kind
CRIN ontstond in 1991 als informeel netwerk, opgezet door Radda Barnen en Defence for Children International, met de bedoeling de informatie te verspreiden die ontstond na de ratificering van het Verdrag in 1990.
In 1995 werd de organisatie formeel opgericht, met een secretariaat in het hoofdkwartier van Defence The Children International.
Het netwerk telt meer dan 2000 leden in 130 landen, voornamelijk in Afrika. De Kinderrechtencoalitie Vlaanderen is lid van het netwerk.
CRIN wordt financieel onder meer ondersteund door de Europese Unie.